# Fauteuil

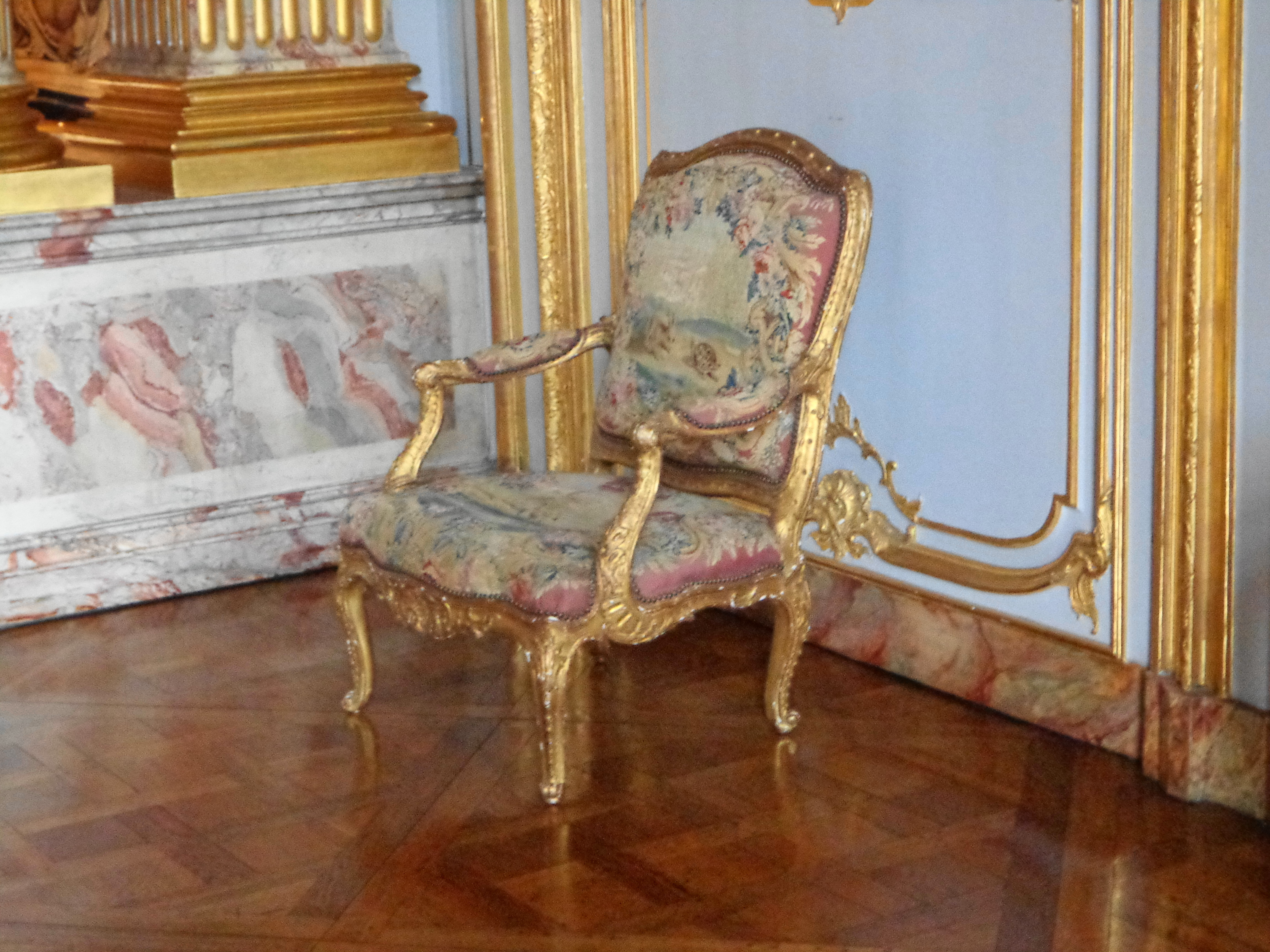
Fauteuil in Straatsburg, Palais Rohan

Een fauteuil (uit het Frans fauteuil, uit het Frankisch faldi stōl, vouwstoel), ook wel leunstoel genoemd of luie stoel, is een gestoffeerde, makkelijk verplaatsbare stoel, meestal met open armleuningen en soms met een los inlegkussen.
Fauteuil is ook de naam van de genummerde zetels van de door coöptatie gekozen 40 leden van de Académie française.

## Etymologie
- Vgl: Oudhoogduits faldstuol, 'vouwstoel'.

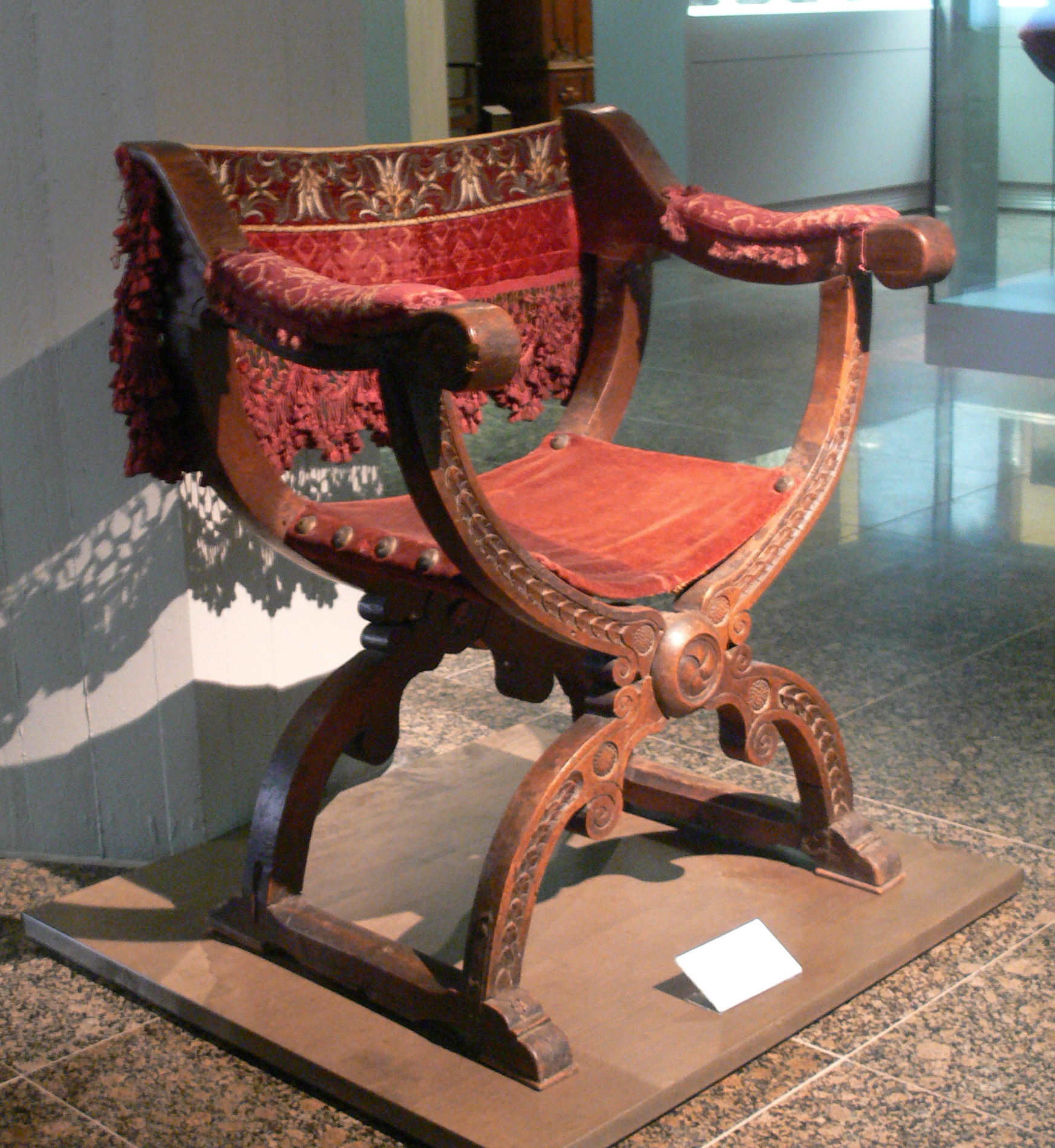
Een middeleeuwse faldstuol

## Geschiedenis
Deze stoelen kwamen in de mode in de 17e en de 18e eeuw.
Het begrip fauteuil werd later ook gebruikt voor stoelen van gebogen beukenhout, rond 1860 gemaakt door de firma Thonet, zoals Schommelstoel nr. 1 (Schaukelfauteuil Nr. 1).
Als ondersoorten kent men o.a. de Bergère (met gesloten armleuningen) en de Voltairestoel (met hoge rugleuning).

## Afbeeldingen

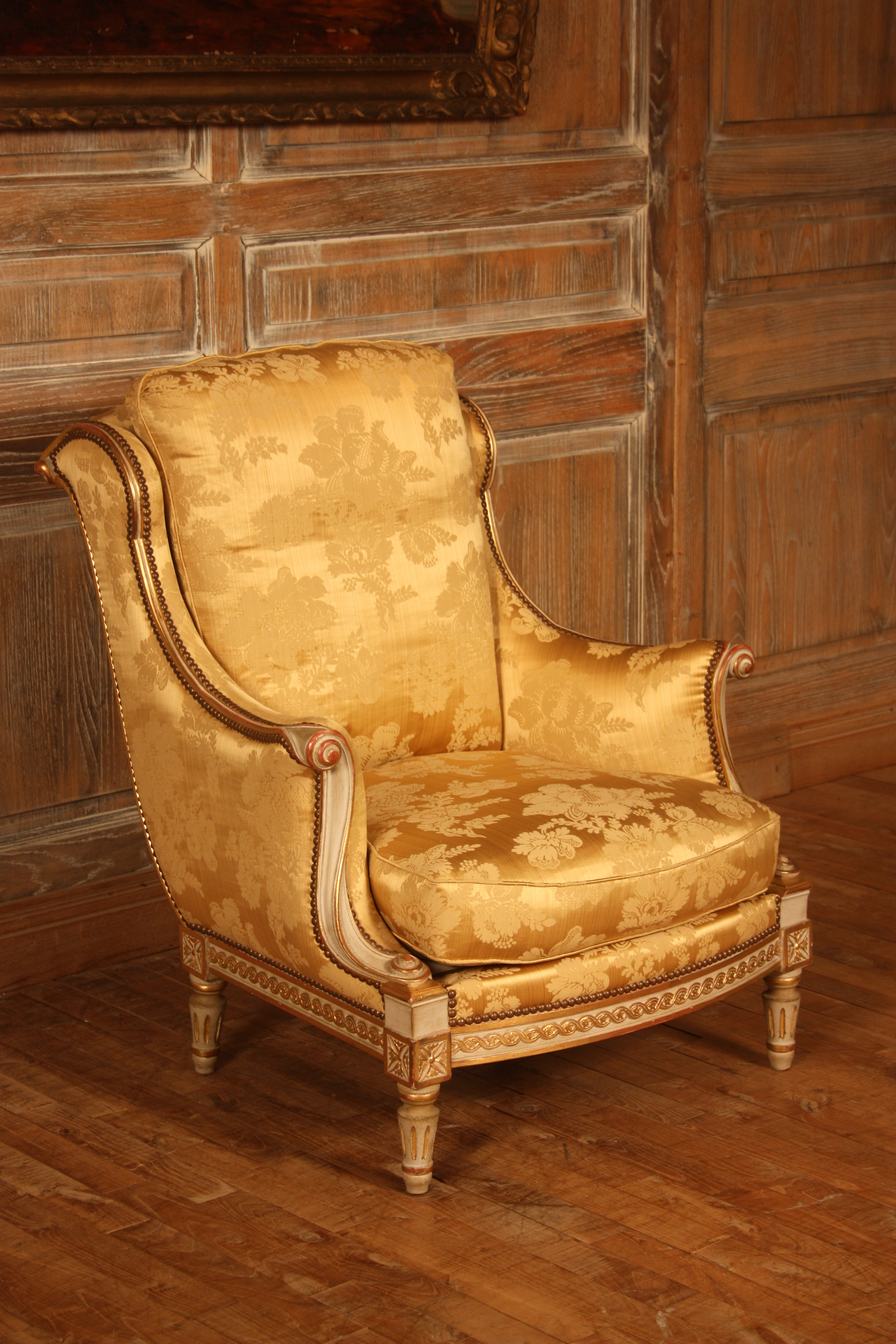
Bergère
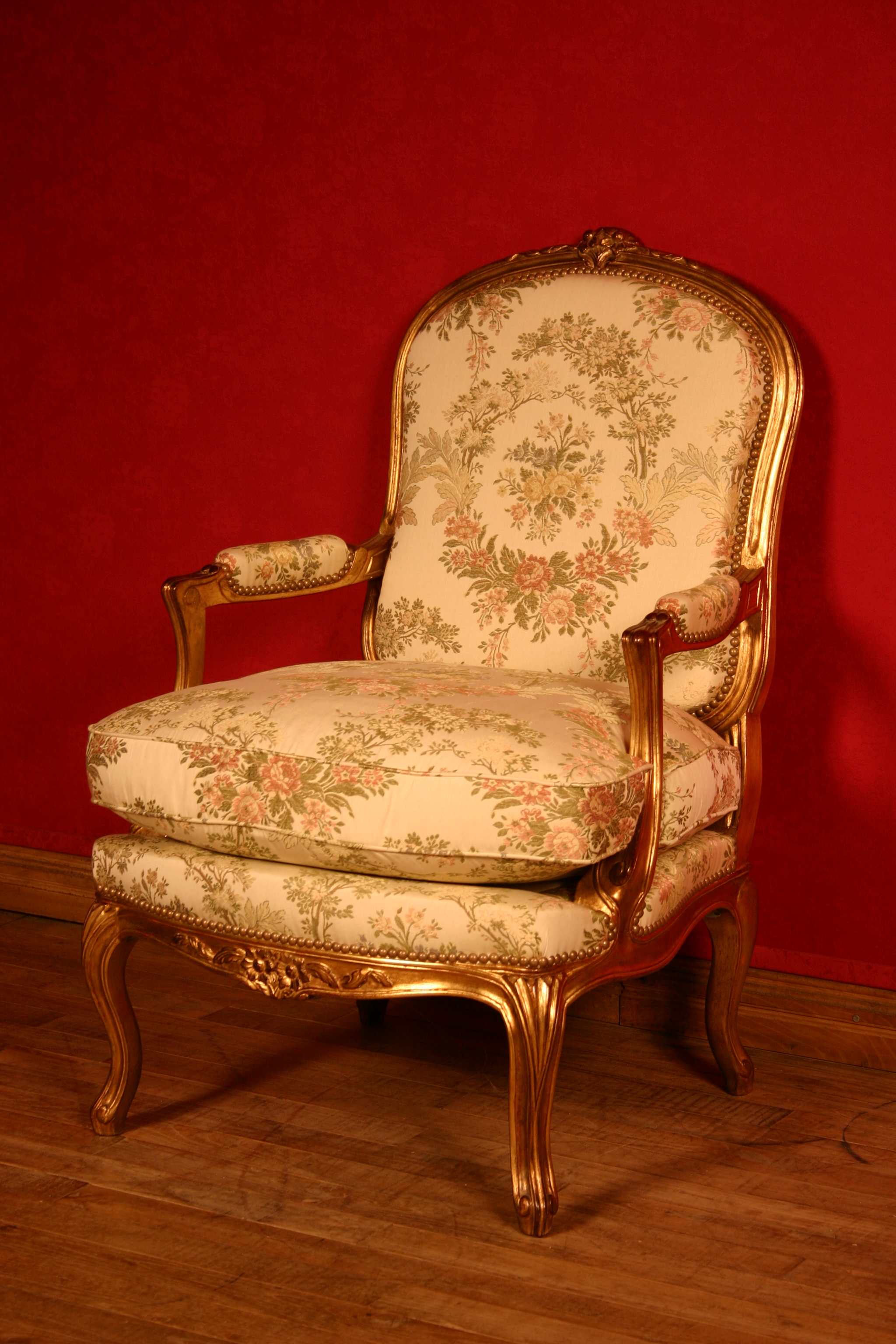
Fauteuil in Lodewijk XVI-stijl
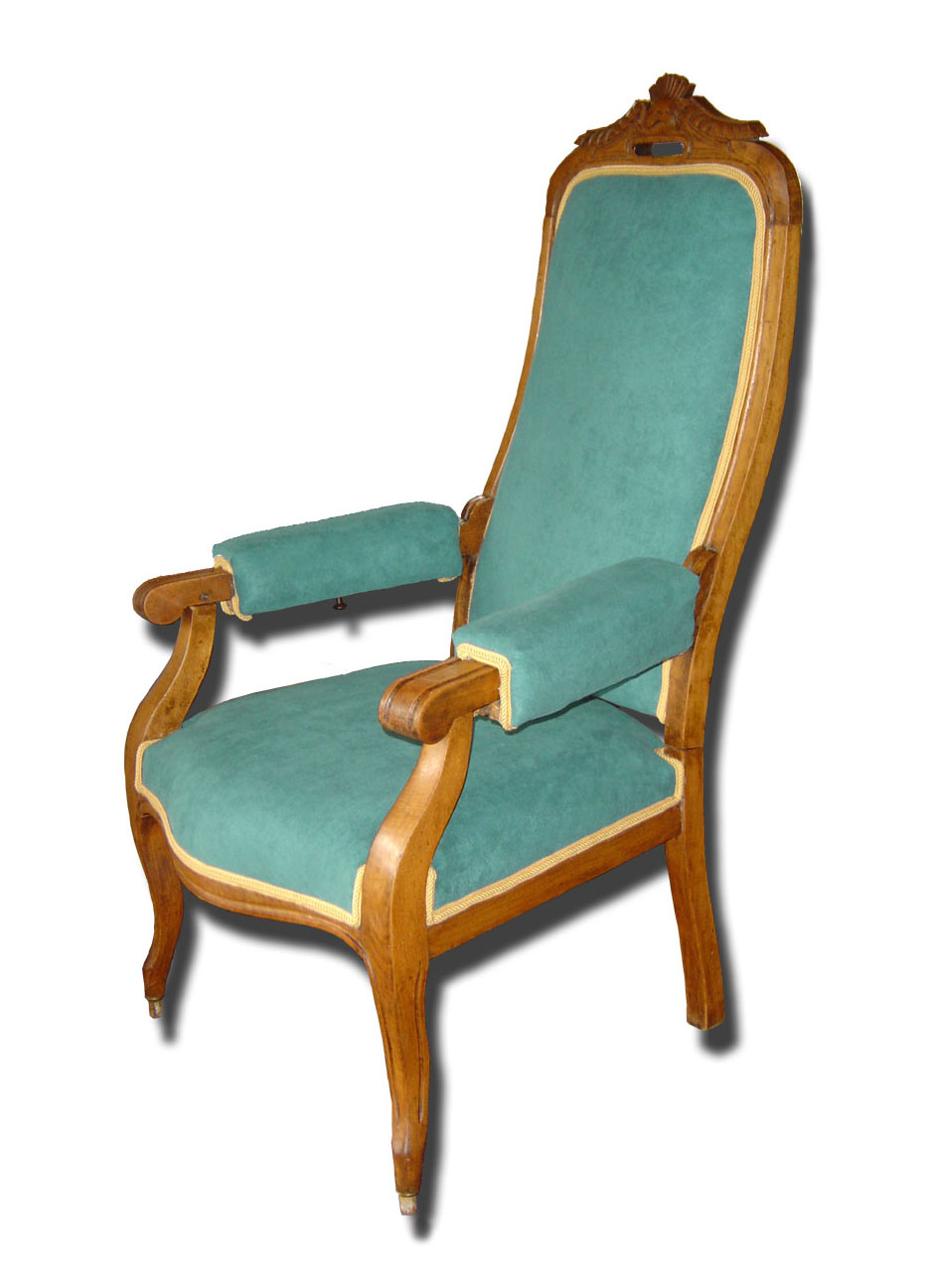
Voltairestoel
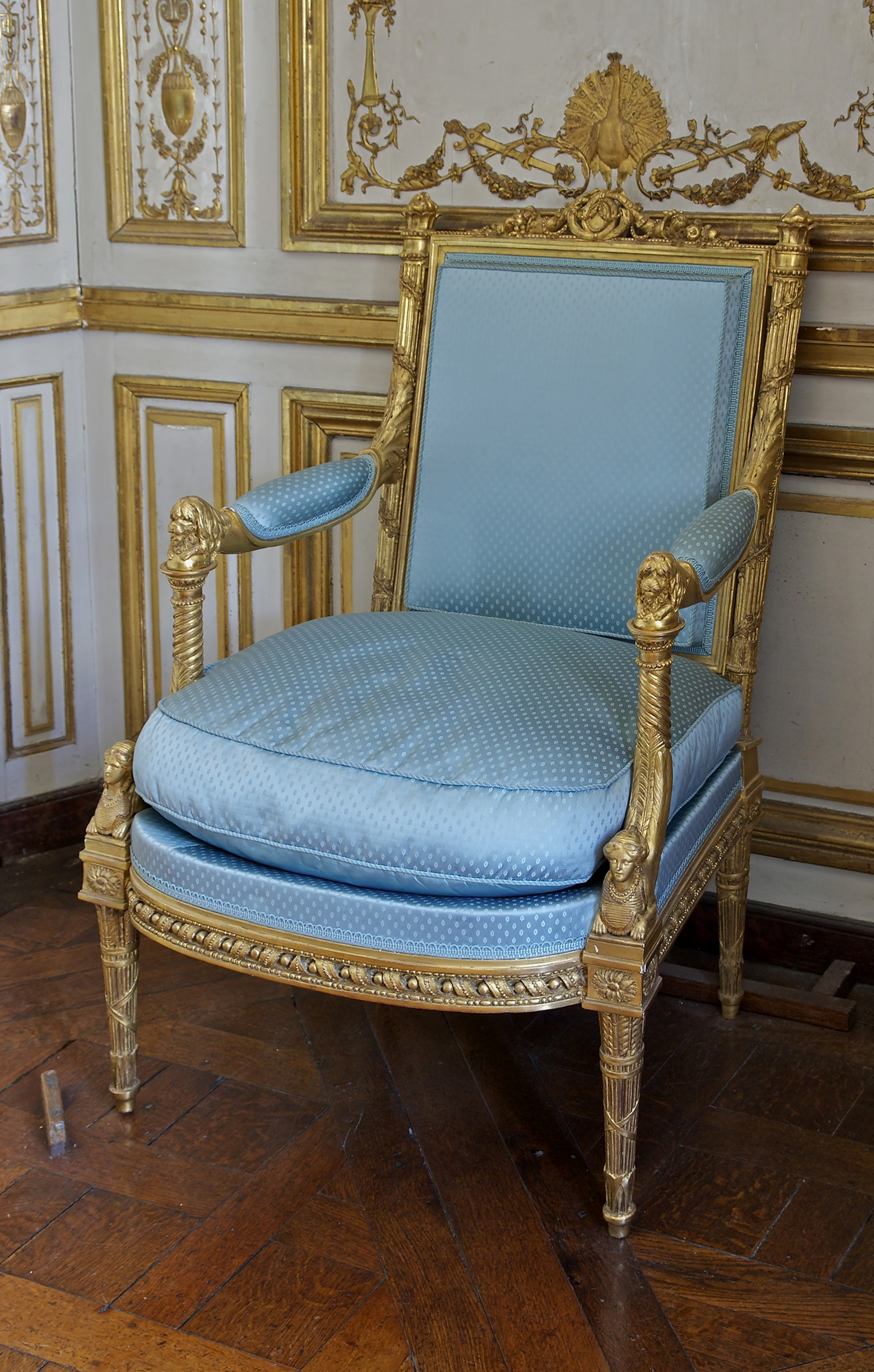
Fauteuil in Empirestijl

## Latere modellen
Latere ontwikkelingen van deze stoel zijn de crapaud, de oorfauteuil, de clubfauteuil en de damesfauteuil.
CrapaudDe crapaud is een geheel beklede fauteuil met gesloten armleuningen. De poten zijn weggewerkt met een sierlijke rand van franjekoorden passend bij de stoffering. Deze salonstoel kwam in de mode in de tijd van het Tweede Empire (het Franse equivalent van de Biedermeier).
OorfauteuilDe 'oorfauteuil' of 'vleugelstoel' (Engels: wingback chair) ontstond in de tijd van Queen Anne. Het is een zich naar boven toe verbredende leunstoel, waarvan de rug zijdelings en bovenaan uitstulpende 'vleugels' heeft ter bescherming van rug, hoofd en de hals tegen tocht of juist tegen te veel warmte bij een open haard.
ClubfauteuilDe clubfauteuil ontstond in de periode van de art deco. Rug en armleuningen zijn dik en hoog, zodat de gebruiker 'diep' in de stoel kan wegzakken. Deze massieve leunstoel werd vaak uitgevoerd in leer en wordt gezien als een typische 'herenstoel'. Een Engelse versie hiervan is de Chesterfield.
DamesfauteuilEen damesfauteuil is meestal een wat kleinere uitvoering van een van bovenstaande salonstoeltypes.

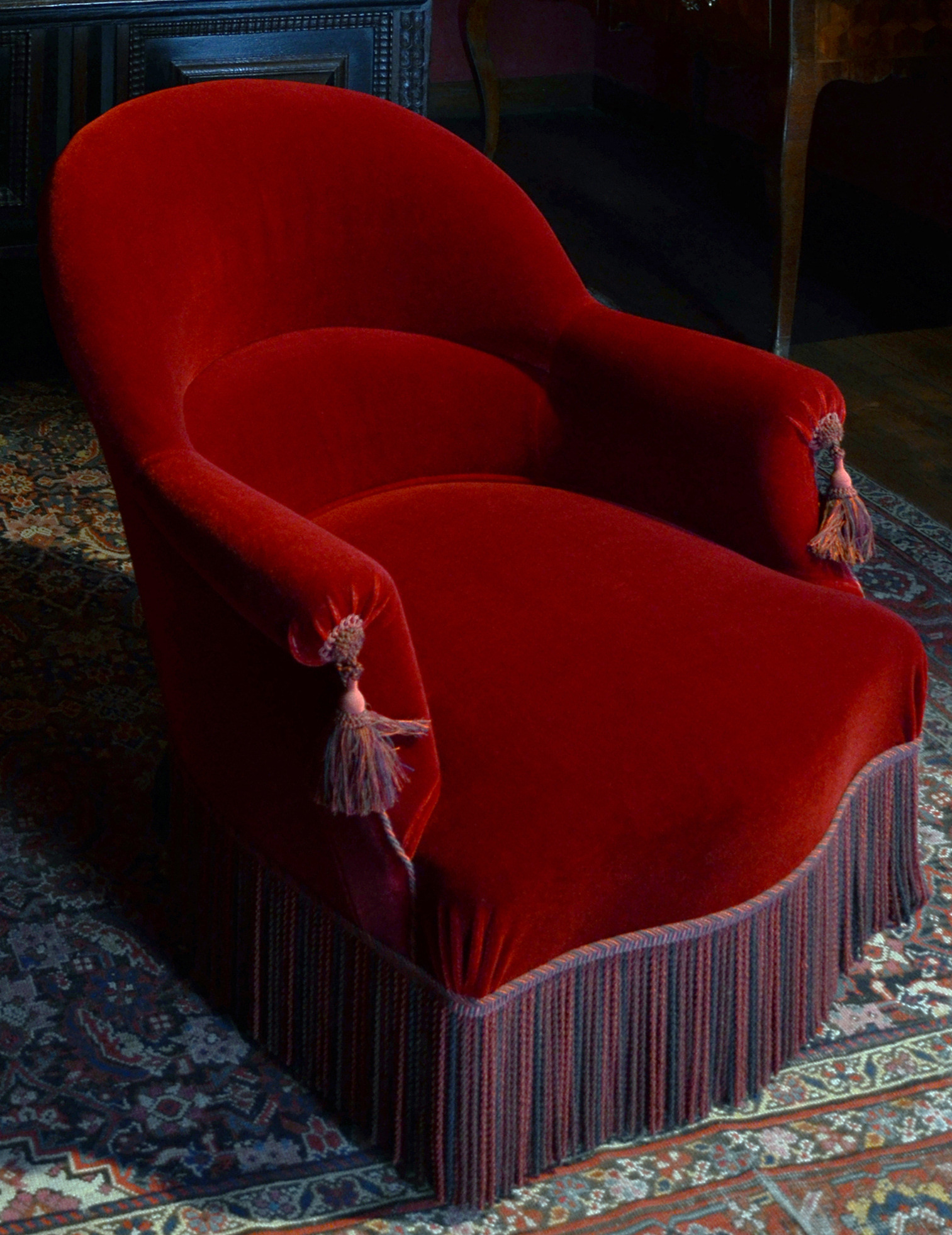
Crapaud
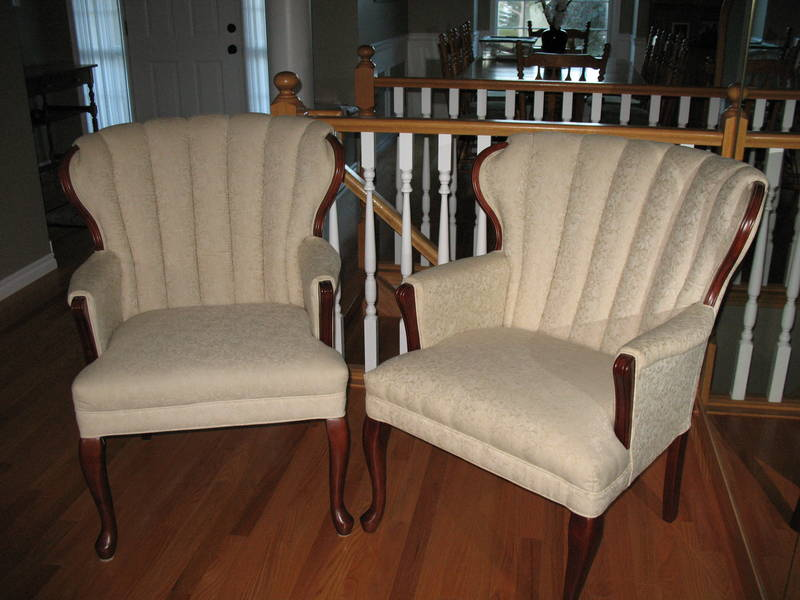
Oorfauteuils
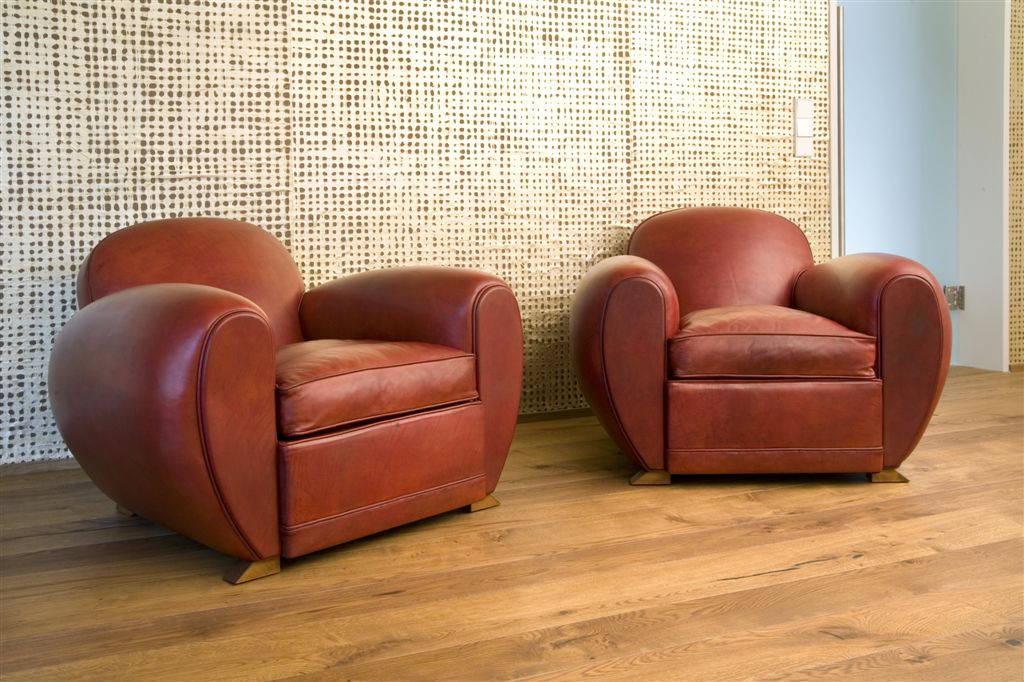
Clubfauteuils
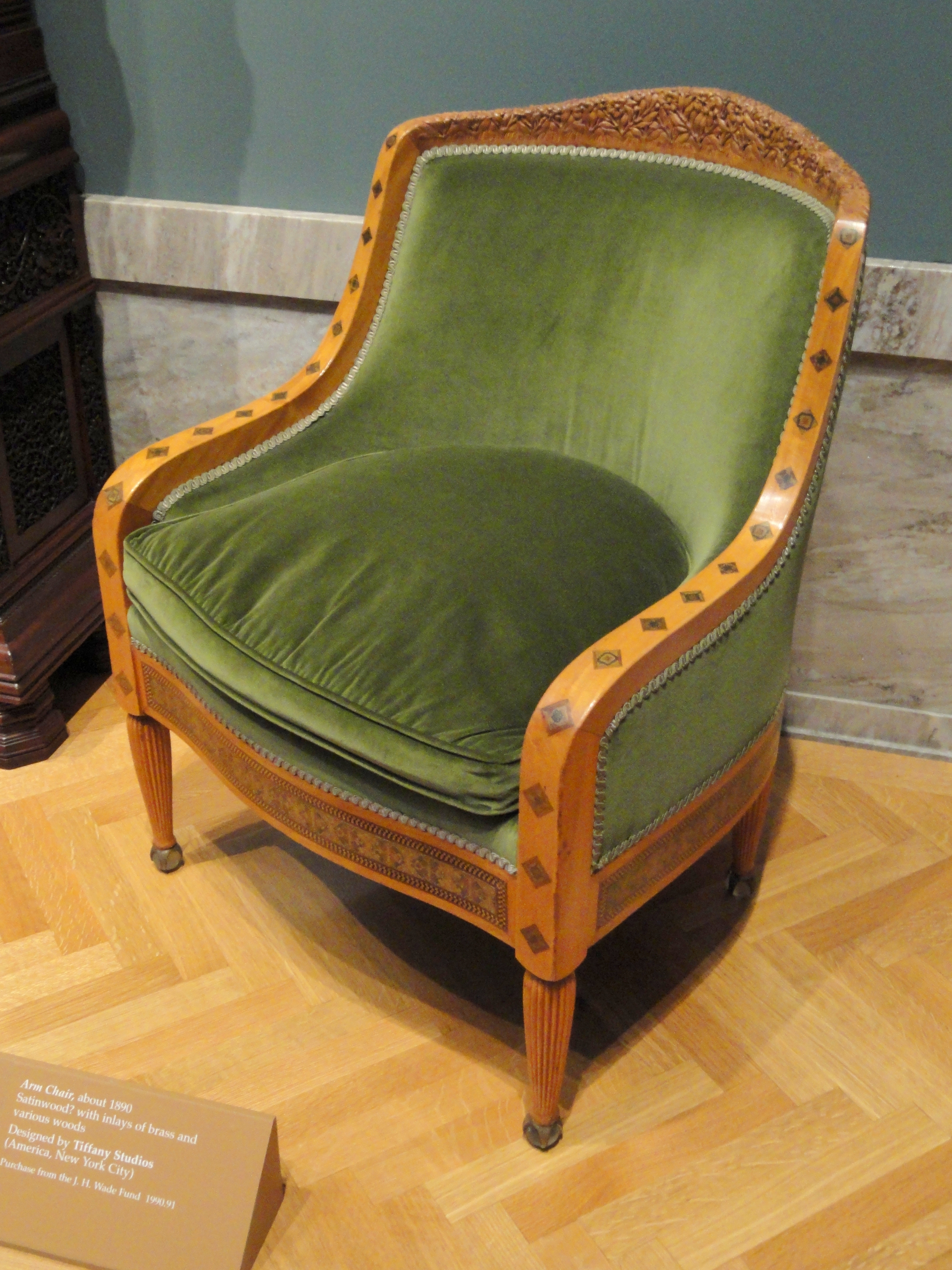
Salonstoel